# Afra (imię)
Afra – imię żeńskie pochodzenia łacińskiego, utworzone od nazwy Afri, oznaczającej osobę pochodzącą z Afryki. Było to imię dwóch świętych we wczesnym okresie chrześcijaństwa (Afry z Augsburga, zm. ok. 304 i Afry, męczennicy w Brescii za cesarza Aureliana).
W Polsce imię Afra zaczęło być spotykane już w połowie XIII wieku. Według stanu na 17 stycznia 2015 r. imię to miało w Polsce 5 nadań. 
Afra imieniny obchodzi 5 sierpnia.
Zobacz też:
- (1187) Afra